# Sagax
Aktiebolaget Sagax är ett fastighetsbolag. Företaget och styrelsen har sitt säte i Stockholm, och dess grundare, VD sedan 2004 och huvudägare är David Mindus. Företaget är noterat på Nasdaq Stockholm Large Cap med A- B- och D-aktier.
Företaget har fastigheter i framförallt Stockholm, men även i övriga Sverige, Helsingfors, övriga Finland, Tyskland och Danmark.